# Ulmus mexicana
Ulmus mexicana — вид квіткових рослин з родини в'язових (Ulmaceae). Поширення: Коста-Рика, Сальвадор, Гватемала, Гондурас, Мексика, Нікарагуа, Панама.

## Біоморфологічна характеристика
Це один із найвищих видів в'язів, який іноді досягає висоти 84 м і діаметра 2.5 м. Дерево також вирізняється своїм глибоко рифленим сірим стовбуром, що підтримує глибоку крону, а його густе листя відкидає важку тінь. Листя варіюється за розміром від 3–16 см завдовжки та 2–7 см завширшки, еліптичне до оберненояйцеподібне, поверхня блискуча, але матова знизу, з черешками довжиною 5–10 мм. Дерево має характерні китицеподібні суцвіття завдовжки до 7 см, що складаються з дев'яти кластерів з 40 ідеальних безпелюсткових квіток, що запилюються вітром, які з'являються між груднем і лютим. Малі крилатки 9.0 × 2.3 мм, вкриті довгими прямими волосками та скидаються в березні.

## Середовище
Зростає на висотах 81–2466 метрів.

## Використання
Хоча значна частина його природного ареалу знаходиться під загрозою через вирубку лісів, дерево надзвичайно непопулярне в торгівлі деревиною через свій глибоко рифлений стовбур і тому не вважається таким, що перебуває під загрозою зникнення. Деревина тверда та важка, але її важко сушити, і вона може сильно деформуватися. Крім того, високий вміст кремнезему пошкоджує інструменти. Деревина використовується для виготовлення інструментів, меблів та підлог, тоді як листя зазвичай використовується як корм для худоби. Дерево іноді висаджують для тіні або прикраси.

## Галерея

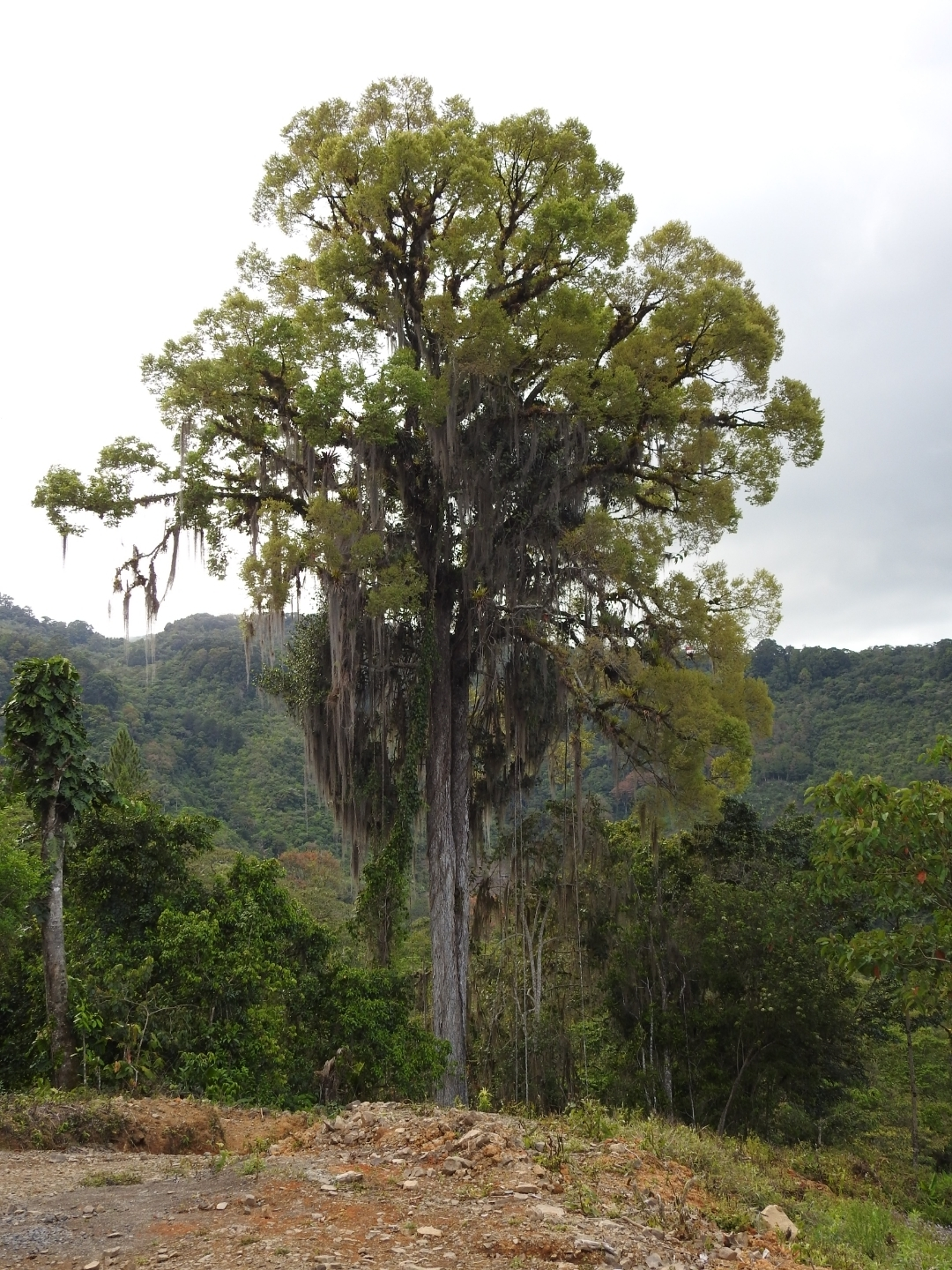
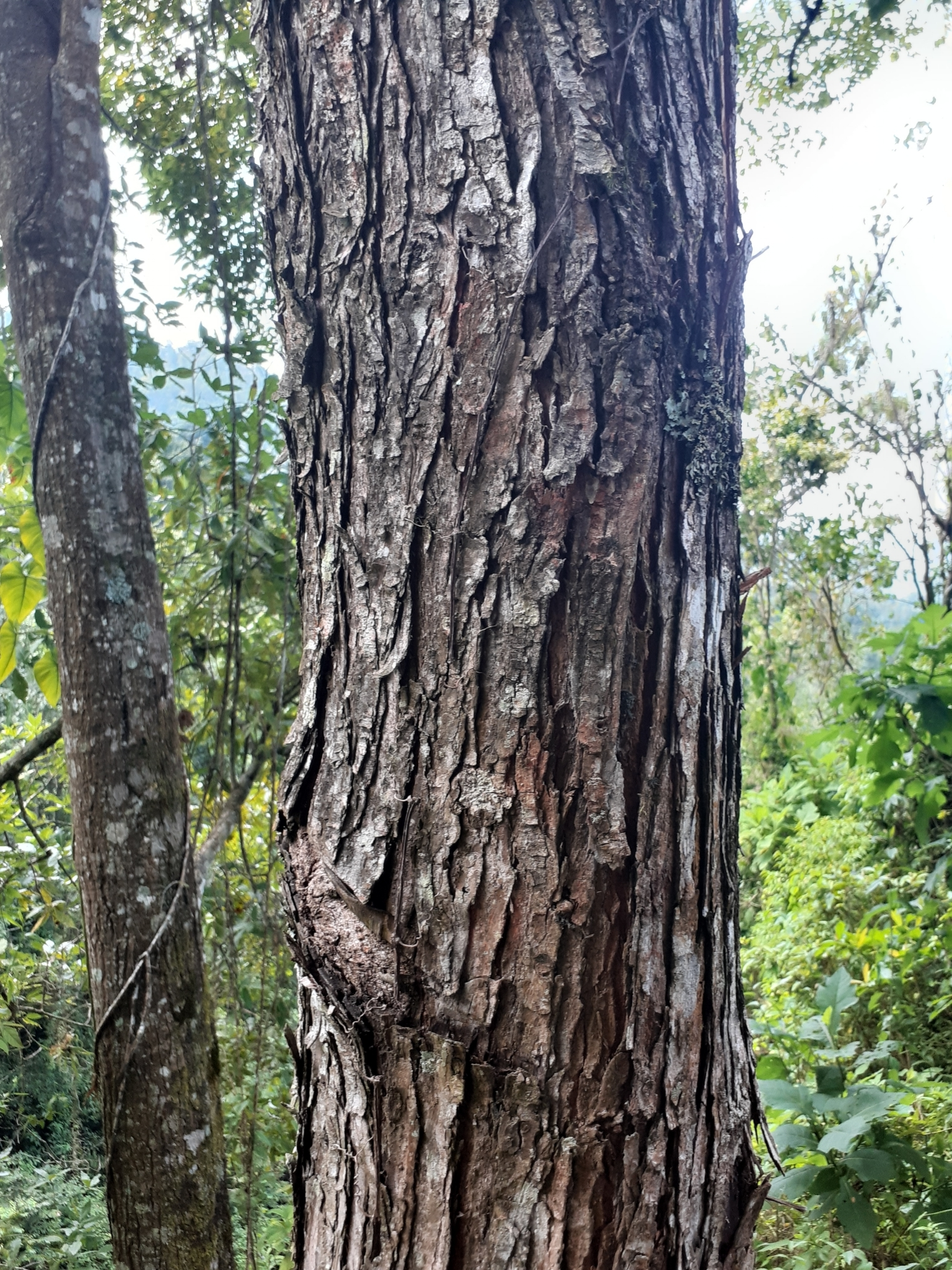